# KEC (기업)
주식회사 KEC(케이이씨, KEC Corporation)는 대한민국의 반도체 기업이며 모기업인 한국전자홀딩스가 있다

## 연혁
- 2006년 9월: 주식회사 케이이씨의 제조사업부문을 주식회사 케이이씨 분할 되고 케이이씨홀딩스로 사명 변경
- 2010년: 케이이씨홀딩스에서 한국전자홀딩스로 사명 변경

## 사건
2010년 10월에 노조원 180명이 공장을 점거하여 민주노총 금속 노조의 김준일이 경찰의 과잉 진압으로 부상하였다.